# Ethnopragmatique
Le terme d'ethnopragmatique est mot valise qui réunis deux traditions antérieurement séparées, d'un côté l'anthropologie et de l'autre, la pragmatique du langage, type de linguistique développée à la suite de Wittgenstein et d'Austin.

## Présentation
Le terme ethnopragmatique a été utilisé pour la première fois dès 1993 par Alessandro Duranti . Par la suite, plusieurs livres ont porté ce nom qui a également été utilisé lors d'un séminaire d'Emmanuel Désveaux et de Michel de Fornel à l'École des hautes études en sciences sociales en 2008. 
Alessandro Duranti qui a enquêté dans un village de l'ouest de Samoa dans le Pacifique utilisait un certain type de sources, les propos des locuteurs, examinés en privilégiant « les relations entre le langage et le contexte qui sont grammaticalisées ou incluses dans la structure de ce langage » selon la définition de la pragmatique de Levinson. Dans ces sociétés, il a constaté que notre accès au réel s'effectue par les médiations du langage car il n'y a pas de dialogue immédiat avec la nature ou la société comme le supposent les positivistes qui croient pouvoir étudier les êtres humains comme des fourmis. En second lieu, Duranti ne posait pas a priori la cohérence des pratiques, des discours ou des représentations, se contentant de constater ce que lui montrent ses enquêtes, les propos enregistrés des locuteurs, souvent du désordre et des contradictions. Il refusait a priori tout holisme ou toute totalité. En troisième lieu, le passage des pratiques au discours ne se réduit pas à des articulations simples entre structures, modèles et manifestations empiriques (les faits observés) par exemple, mais par une multitude de médiations qui prennent des formes très diverses selon les objets et les circonstances.